# 1. općinska nogometna liga Karlovac 1982./83.
| Mj. | Klub                   | Sus. | Pobj. | Ner. | Por. | GR.   | Bod. |
| --- | ---------------------- | ---- | ----- | ---- | ---- | ----- | ---- |
| 1.  | NK Duga Resa           | 18   | 13    | 2    | 3    | 46:26 | 28   |
| 2.  | NK Kordun Krnjak       | 18   | 8     | 9    | 1    | 39:24 | 25   |
| 3.  | NK Mladost Topusko     | 18   | 10    | 4    | 4    | 30:25 | 24   |
| 4.  | NK Radnik Karlovac     | 18   | 8     | 5    | 5    | 32:27 | 21   |
| 5.  | NK Tehničar Karlovac   | 18   | 7     | 4    | 7    | 39:33 | 18   |
| 6.  | NK Croatia Žakanje     | 18   | 6     | 6    | 6    | 35:32 | 18   |
| 7.  | NK Partizan Plaški     | 18   | 4     | 6    | 8    | 22:26 | 14   |
| 8.  | NK Petrova gora Vojnić | 18   | 4     | 5    | 9    | 30:39 | 13   |
| 9.  | NK Banovac Glina       | 18   | 4     | 2    | 12   | 23:47 | 10   |
| 10. | NK Korana Turanj       | 18   | 4     | 1    | 13   | 22:36 | 9    |